# 独行菜
独行菜（学名：Lepidium apetalum）是十字花科独行菜属的植物。

## 形态
一年生或二年生草本。茎有乳头状短毛；狭匙形基生叶，羽状分裂，上部条形叶，边缘有疏齿或全缘；春夏间开花，总状花序顶生，果时伸长，花极小，萼片早落，丝状花瓣；短角果近圆形或椭圆形，扁平，先端微缺，上部具窄翅；棕红色椭圆形种子。

## 分布
分布于亚洲、欧洲以及中国大陆的东北、浙江、华北、西南、西北、安徽、江苏等地，生长于海拔400米至2,000米的地区，多生长在山坡、路旁、山沟或村庄，目前尚未由人工引种栽培。

## 用途
其種子為「北葶藶子」，可榨油，在漢方醫學中有利尿、止咳化痰之效，最知名的方劑為《傷寒雜病論》中的「葶藶大棗瀉肺湯」。

## 别名
腺独行菜（东北植物检索表） 腺茎独行菜（秦岭植物志）